# Буяк, Адам
Адам Тадеуш Буяк (пол. Adam Tadeusz Bujak; род. 12 мая 1942, Краков) — польский фотограф. Кавалер ордена Белого Орла.

## Биография
Сын солдата Польских легионов.
С 1960-х годов он фотографировал Кароля Войтылу, а после его избрания Папой Римским сопровождал его — как Иоанна Павла II — в его многочисленных паломничествах. Автор более 130 фотоальбомов, а также плакатов и календарей. Публиковался в «Тыгоднике Повшехны», с которым разорвал сотрудничество в 1989 году. Кроме того, его фотографии были опубликованы в альбомах издательства Calvarianum, немецкого Verlag Herder и австрийского Verlag Styria. С 1996 года постоянно сотрудничает с краковским издательством «Biały Kruk», выпустившим около 100 произведений с фотографиями А. Буяка. С 2010 года является членом редколлегии ежемесячного журнала «Wpis».
С 1967 года он является членом Ассоциации польских художественных фотографов. С 1970 года является членом Королевского фотографического общества в Лондоне, а с 1965 года — Архибратства Страстей Господних в Кракове. С 2009 года является членом Общественного комитета по реставрации краковских памятников.
Лауреат многих национальных и международных премий. 3 мая 2017 года в знак признания выдающихся заслуг в развитии и популяризации христианской культуры Президент Республики Польша Анджей Дуда наградил его орденом Белого Орла.
В 2005 году был членом Почётного комитета поддержки Леха Качиньского на выборах Президента Республики Польша.
29 мая 2018 года назначен членом Капитула Ордена Белого Орла.
30 мая 2019 года награждён золотой медалью «За заслуги в культуре Gloria Artis». Министр подчеркнул, что польская культура имеет большую опору в лице Адама Буяка.